# Bad Rappenau
Bad Rappenau è un comune tedesco di 22 356 abitanti, situato nel land del Baden-Württemberg.

## Amministrazione

### Gemellaggi
Bad Rappenau è gemellata con:
- Contrexéville, dal 1982
- Llandrindod Wells, dal 2001